# Koninklijke Fanfare Sint-Amor
De Koninklijke fanfare Sint-Amor is een fanfare in de Belgische plaats Kortenaken. De fanfare werd opgericht rond 1886 en ontving in 1969 het predicaat Koninklijk.

## Geschiedenis
Algemeen wordt aangenomen dat de Koninklijke fanfare Sint-Amor in het jaar 1886 werd opgericht. Dat jaar staat vermeld op het vaandel dat destijds bij de firma Billaux-Grosse te Brussel werd vervaardigd. Nochtans had de fanfare reeds voor 1886 deelgenomen aan 4 festivals; namelijk te Halen (1878), Diest (1884) en Sint-Truiden (1884) en aan een festival dat naar aanleiding van overstromingen werd georganiseerd door les cercles Dinantais-Liegeois et Namurois. In de jaren voor de Eerste Wereldoorlog nam de fanfare deel aan tal van muziektoernooien en werden er ook menige prijzen in de wacht gesleept. Op haar muziek- en toneelfeesten werden naast muziekstukken ook vele liederen ten gehore gebracht. 
In 1921 rees er onenigheid in de fanfare en kwam het tot een tweede vereniging, "De Harmonie". Begin jaren veertig bevonden beide verenigingen zich echter aan de rand van de afgrond. Onder impuls van de toenmalige pastoor Van Uytven, burgemeester Janssens, Petrus Beuken en Calixte Lemmens werd de vroegere eenheid hersteld. De herenigde fanfare behaalde in 1948 een eerste prijs in de stapwedstrijd en in de uitvoering op de Concours international Adolphe Sax te Dinant.
Eind jaren zestig en begin jaren zeventig drong het besef door dat een grote, leefbare fanfare over voldoende geldmiddelen diende te beschikken. Allerlei festiviteiten werden toen op touw gezet en het was eveneens in die jaren dat er in het park van baron Charles de Wouters d'Oplinter een muziekfestival, met Vlaamse kermis, werd gehouden. 150 ereleden steunden de fanfare. 
In 1970 werden de meest verdienstelijke spelers-muzikanten onderscheiden. In dat jaar werd eveneens een trommelkorps, door Emile Fets, opgeleid. In 1976 kreeg het de naam "Drumband de Amorettes". Het honderdjarig bestaan van de fanfare werd in 1986 met luister gevierd. 
Toen in 1998 Joris Degeest het dirigeerstokje overnam van Rene Raymaekers werd het de fanfare al snel duidelijk dat er grote veranderingen op komst waren. Deze jonge dirigent had het idee om de fanfare een modernere look te geven. De kostuums werden veranderd: de grijze broeken met wit hemd en das werden vervangen door zwarte broek of rok met wit hemd en een paars gillet. In 2000 promoveerde de fanfare naar de 1ste afdeling. In 2004 werd er besloten om de kermisconcerten af te schaffen, buiten de fanfares zelf kwam er nog nauwelijks volk op af. Het werd wel vervangen door een nieuw project: een concert met een bekende artiest. In mei 2004 maakte zo Barbara Dex haar opwachting in Kortenaken om samen met de fanfare op te treden, later volgden er nog tal van artiesten waaronder, Sergio, Xandee, Patrick en Carina en Axl Peleman. In augustus 2006 kreeg de fanfare een plaats op de affiche van de familiedag op Boerenrock, ze trad er in 2006 op met plaatselijke artiesten uit het Kortenaakse en met gastvedette Guy Swinnen.  Boerenrock 2007 werd het laatste optreden onder leiding van dirigent Joris Degeest. Er werd opgetreden samen met Barbara Dex en Festeyn. Onder leiding van Joris Degeest werd de fanfare eind 2005 kampioen van Vlaams Brabant in 1ste afdeling, en in maart 2006 werd ze in deze afdeling vice-kampioen van België.
In september 2006 werd Joris Degeest dirigent van de concertband van Steenhuffel en dus werd er op zoek gegaan naar een nieuwe dirigent. Op 5 oktober 2007 maakte Kristof Lefebvre zijn opwachting als nieuwe dirigent van de fanfare.